# Апостольский нунций в Армении
Апостольский нунций в Республике Армения — дипломатический представитель Святого Престола в Армении. Данный дипломатический пост занимает церковно-дипломатический представитель Ватикана в ранге посла. Апостольская нунциатура в Армении была учреждена на постоянной основе 24 мая 1992 года.
В настоящее время Апостольским нунцием в Армении является архиепископ Анте Йозич, назначенный Папой Франциском 28 июня 2024 года.

## История
Апостольская нунциатура в Армении была учреждена на постоянной основе 24 мая 1992 года, бреве «Armeniam Nationem» папы римского Иоанна Павла II. Однако апостольский нунций не имеет официальной резиденции в Армении, в его столице Ереване и является апостольским нунцием по совместительству, эпизодически навещая страну. Резиденцией апостольского нунция в Армении является Тбилиси — столица Грузии.

## Апостольские нунции в Армении
- Жан-Поль-Эме Гобель — (7 декабря 1993 — 6 декабря 1997 — назначен апостольским нунцием в Гвинее-Бисау, Кабо-Верде, Мали, Сенегале и апостольским делегатом в Мавритании);
- Петер Штефан Цурбригген — (13 июня 1998 — 25 октября 2001 — назначен апостольским нунцием в Латвии, Литве и Эстонии);
- Клаудио Гуджеротти — (7 декабря 2001 — 15 июля 2011 — назначен апостольским нунцием в Белоруссии);
- Марек Сольчинский — (15 декабря 2011 — 25 апреля 2017 — назначен апостольским нунцием в Танзании);
- Жозе Авелину Беттанкур — (1 марта 2018 — 30 августа 2023 — назначен апостольским нунцием в Камеруне и Экваториальной Гвинее);
- Анте Йозич — (28 июня 2024 — по настоящее время).